# Maronis
Maronis là một chi bướm đêm thuộc họ Erebidae.